# Estação Ferroviária de Bifurcação de Lares

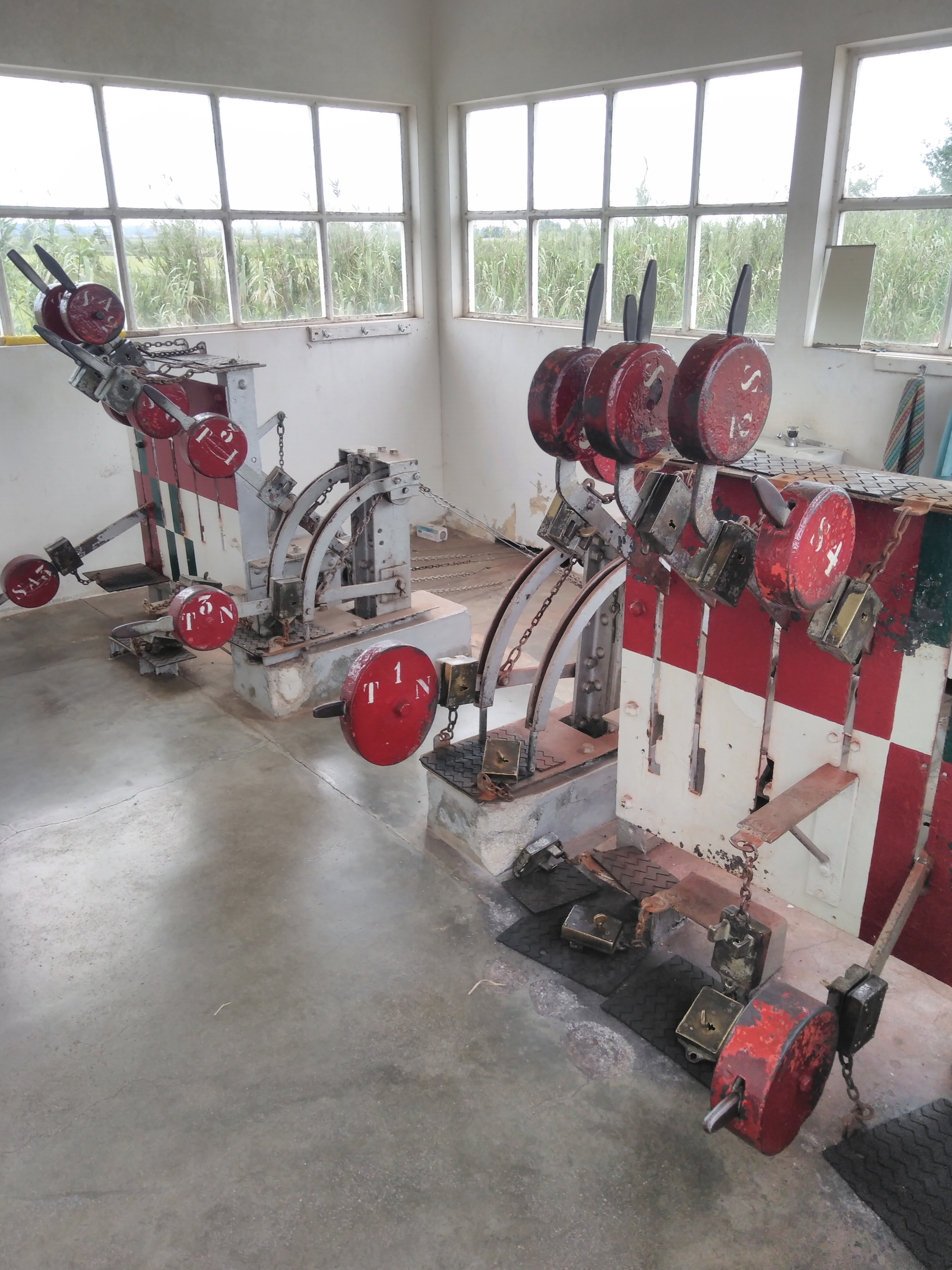
Alavancas de A.M.V.s no posto de controlo da Estação de Bifurcação de Lares.

A Estação ferroviária de Bifurcação de Lares é uma interface situada no concelho de Montemor-o-Velho, que funciona como ponto de entroncamento do Ramal de Alfarelos na Linha do Oeste, em Portugal.

## Descrição

### Localização e acessos
Esta interface situa-se no extremo sudoeste do concelho de Montemor-o-Velho e da sua freguesia de Abrunheira; para oés-nordoeste, já na margem direita do Mondego e no concelho da Figueira da Foz, situa-se o Apeadeiro de Lares, distante 2169 m pela Linha do Oeste; para sudeste fica a povoação de Moinho de Almoxarife, já no concelho de Soure, atravessada pela EM-1098, onde entronca um estradão de 400 m que liga, atravessando o interior do triângulo, ao exterior da estação.
Dada a natureza da envolvente, esta estação tem escassa vocação para chegadas e partidas de passageiros, servindo mais comummente para transbordo entre comboios que circulem nos eixos Figueira-Coimbra e Figueira-Leiria.[carece de fontes?]

### Infraestrutura
O edifício de passageiros situa-se do lado sudoeste da via (lado direito do sentido ascendente, a Alfarelos). Ergue-se sobre plataforma única, de forma triangular, que acompanha também a via da Linha do Oeste pelo seu lado noroeste (lado direito do sentido ascendente, a Figueira da Foz). 

### Serviço
Esta estação é servida por comboios de passageiros regionais e inter-regionais (Linha do Oeste) da CP com destino às estações das Caldas da Rainha, Coimbra-B, Figueira da Foz e Santa Apolónia.

## História
Esta interface situa-se no troço da Linha do Oeste entre Leiria e Figueira da Foz, que entrou ao serviço em 17 de Julho de 1888, pela Companhia Real dos Caminhos de Ferro Portugueses.

Em 8 de Junho de 1889, entrou ao serviço o Ramal de Alfarelos, que originalmente ligava a Amieira a Alfarelos. Em 25 de Maio de 1891, abriu a Concordância de Alfarelos ou de Lares, permitindo a ligação directa do Ramal de Alfarelos para a Figueira da Foz, deixando de serem necessárias as manobras dos comboios na estação de Bifurcação de Lares. Com a abertura deste troço, o ponto de origem do Ramal deixou de ser na Amieira, e passou a ser em Lares.